# Учительська семінарія
Учительські семінарії — заклади середньої освіти для підготовки вчителів початкових шкіл.

## В Україні
На Західно-українських землях під Австрією після шкільної реформи 1869 року учительські семінарії з 4-річним курсом навчання були єдиними закладами освіти для підготовки вчителів початкових шкіл. У Галичині їх було 10 (7 чоловічих, 3 — жіночих) з українською і польською мовами навчання. Крім того, існували 3 українські приватні учительські семінарії; на Буковині — 2 учительські семінарії, на Закарпатті 3 (з угорською мовою навчання). Під Польщею учительські семінарії реорганізовано 1932 року на 3-річні педагогічні ліцеї; на Закарпатті 1920 року — 39 діяли 3 учительські семінарії (2 з українською і 1 з російською мовою навчання). Під час другої світової війни на українських землях у Генеральній губернії діяло 9 учительських семінарій.
На українських землях в Російській імперії з 1860-х років учительські семінарії були основним (хоч не єдиним) типом шкіл для підготови вчителів початкових шкіл. Курс навчання тривав від 3 до 4 років. Перша учительська семінарію «Учительська семінарія Південно-Західного краю» відкрита 1869 року Києві (1873 року перенесена до Коростишева і стала іменуватись Коростишівською учительською семінарією), у 1870-х роках учительські семінарії відкрито в Херсоні, Переяславі, Вовчанському на Харківщині, Острозі на Волині тощо; у 1870-х діяла також земська учительська семінарія у Чернігові. 1917 року в Україні було 20 учительських семінарій (в Російській імперії — 171). В УРСР учительські семінарії реорганізовано на трирічні педагогічні курси, згодом педагогічні технікуми.